# Associazione Sportiva Palmese Calcio 2003-2004
Questa voce raccoglie le informazioni riguardanti  l'Associazione Sportiva Palmese Calcio nelle competizioni ufficiali della stagione 2003-2004.

## Stagione
Al terzo anno consecutivo tra i professionisti il club viene acquistato dall'imprenditore cinese Tal Zhicai Song; si tratta del primo caso di club professionistico italiano di proprietà cinese. Il presidente acquista 17 calciatori per migliorare la squadra, promettendo un futuro roseo, ma dopo pochi mesi interrompe i pagamenti, sancendo il fallimento del club

## Risultati

### Campionato

#### Girone di andata
| Arbitro: | Gervasoni (Mantova) |

|                           |           |  |
| De Cesare 26’ (rig.), 73’ | Marcatori |  |

| 23 novembre 2003 12ª giornata | Vittoria | 0 – 1 | Palmese |  |

#### Girone di ritorno
| Arbitro: | Lena (Ciampino) |

|                                                |           |  |
| Levacovich 8’ Arcamone 18’, 34’ Gallicchio 58’ | Marcatori |  |

| 4 aprile 2004 29ª giornata | Palmese | 1 – 1 | Vittoria |  |